# Pot Black
Pot Black – turniej snookerowy stworzony w Wielkiej Brytanii w celu propagowania kolorowych teleodbiorników. Ideą jest to, iż rozgrywa się w każdej rundzie jeden frame (zdarzało się, iż grano również do dwóch wygranych frame'ów), przez co gra jest dynamiczna (niektóre turnieje trwają ponad tydzień, podczas gdy ten tylko jeden dzień).
W 2005 roku wznowiono rozgrywanie turnieju, ale po trzech latach znowu został skreślony z kalendarza Światowej Federacji Snookera.
Od 2011 roku rozgrywany jest turniej Snooker Shoot Out, który ma bardzo podobne zasady do Pot Black.

## Triumfatorzy
| Rok  | Zwycięzca       | Przeciwnik     | Wynik    |
| ---- | --------------- | -------------- | -------- |
| 1969 | Ray Reardon     | John Spencer   | 88 – 29  |
| 1970 | John Spencer    | Ray Reardon    | 88 – 27  |
| 1971 | John Spencer    | Fred Davis     | 61 – 40  |
| 1972 | Eddie Charlton  | Ray Reardon    | 75 – 43  |
| 1973 | Eddie Charlton  | Rex Williams   | 93 – 33  |
| 1974 | Graham Miles    | John Spencer   | 147 – 86 |
| 1975 | Graham Miles    | Dennis Taylor  | 81 – 27  |
| 1976 | John Spencer    | Dennis Taylor  | 69 – 42  |
| 1977 | Perrie Mans     | Doug Mountjoy  | 90 – 21  |
| 1978 | Doug Mountjoy   | Graham Miles   | 2 – 1    |
| 1979 | Ray Reardon     | Doug Mountjoy  | 2 – 1    |
| 1980 | Eddie Charlton  | Ray Reardon    | 2 – 1    |
| 1981 | Cliff Thorburn  | Jim Wych       | 2 – 0    |
| 1982 | Steve Davis     | Eddie Charlton | 2 – 0    |
| 1983 | Steve Davis     | Ray Reardon    | 2 – 0    |
| 1984 | Terry Griffiths | John Spencer   | 2 – 1    |
| 1985 | Doug Mountjoy   | Jimmy White    | 2 – 0    |
| 1986 | Jimmy White     | Kirk Stevens   | 2 – 0    |
| 1991 | Steve Davis     | Stephen Hendry | 2 – 1    |
| 1992 | Neal Foulds     | James Wattana  | 2 – 1    |
| 1993 | Steve Davis     | Mike Hallett   | 2 – 0    |
| 2005 | Matthew Stevens | Shaun Murphy   | 53 – 27  |
| 2006 | Mark Williams   | John Higgins   | 119 – 13 |
| 2007 | Ken Doherty     | Shaun Murphy   | 71 - 36  |